# Pala di Ognissanti (Marinoni Nembro)
La  Pala di Ognissanti è un dipinto tempera su tavola realizzata da Antonio Marinoni, dal figlio Ambrogio e dalla sua bottega, per la chiesa di San Martino di Nembro.

## Storia
La pala è stata oggetto di un vivo dibattito essendo stata attribuita a Antonio e Matteo Zamara, intagliatori e pittori di Chiari, facendo riferimento ad una ipotetica scritta con datazione e firma. Fu Pietro Maffoli nel 1909 a pubblicarne un articolo su Illustrazione bresciana riferendo una lettera che gli era stata inviata da Elia Fornoni che indicata l'iscrizione OPUS ANTONII ZAMARIS ET MATHEI FILII CLARENTIUM 1490. Iscrizione che sembra fosse stata letta da Giuseppe Mozzi e riportata sul suo Giuseppe Ercole Mozzi e le sue Antichità Bergamasche e attribuito alla bottega dei Gavazzi attiva nella bergamasca nei primi anni del XVI secolo.
La pala era stata descritta anche da Giovanni Maironi da Ponte come d'antico pennello assai nobile, tanto che don Andrea Gavazzeni scriverà verso la fine del XIX secolo bella tavola del Gavazzi da Poscante, rappresentante la Vergine con S. Giuseppe, gli Apostoli e parecchi Santi, fu quindi il Fornoni a portare l'intitolazione dell'opera dai Gavazzi ai Zamara, e a comunicare al Gavazzeni che errava nella sua aggiudicazione, confondendola maggiormente. 
Si potrebbe considerare che, dato il rinnovamento della chiesa nel XVII secolo con la demolizione di quella antica e la sua riedificazione, furono dislocati gli arredi, viene difficile accertare che la pala che il Mozzi indicava come posta sull'altare maggiore fosse la pala di Ognissanti o piuttosto un ulteriore lavoro eseguito dalla bottega bresciana proprio nel 1490. 
A districare questa faccenda serva fare una verifica negli atti delle diverse visite pastorali.
Fu, infatti, il vescovo Luigi Ruzzini nella sua visita pastorale del 1700 a descrivere: Altare omnium sanctorum iuris, ut asseritur, ad R. D. Joannis Vitalbe in cappella cancellis ligneis circumdata, in cuius icona antique picture sunt delineate effigies multorus sanctorum sotto il patronato della famiglia Vitalba. 
Molto esplicativo era stato anche san Carlo Borromeo nella sua visita del 1575 che citava.: 
Altare omnium Sanctorum est positum in capella fornicata er in testitudine dealnata...prope altare est sepoltura illorum de Vitalbis
La nuova ricostruzione della chiesa dedicò nuovamente un altare a tutti i santi che fu solo in seguito intitolato a san Bonifacio, quando avvenne la traslazione delle reliquie del santo nel 1806. La pala di Ognissanti fu restaurata da Giuseppe Fumagalli nel medesimo anno.

## Descrizione
La pala di Ognissanti, che contiene tutte le consonanze con le opere marinoniane arcaiche della bottega di Desenzano al Serio, ha una conformazione differente da quella eseguita da Antonio Marinoni nel terzo decennio del XVI secolo e conservata nella chiesa di San Giacomo e San Vincenzo di Gromo che pur avendo la medesima mandorla luminosa centrale contenente il Cristo Redentore, iconografia utilizzata anche negli affreschi del chiostro di Pontida, ha una riproduzione dei santi inseriti non a corolla intorno a Cristo, ma sono posti in maniera più arcaica su tre ordini ascendenti ben definiti.
Non poche sono le assonanze di questo lavoro con altri dei medesimi artisti oltre al Redentore, tanto da rendere convincente l'aggiudicazione dell'opera ad Antonio Marinoni.
A conferma del lavoro marinoniano è l'attiva collaborazione della famiglia di pittori con quella di Vitalba committente dell'opera e di molte altre opere, e che aveva il patronato sull'altare, essendo indicato un Bernardo padre di Gerolamo e di un Nicolino, santi omonimi sono raffigurati in prima fila nel polittico.
Sicuramente la realizzazione non è assegnabile ai primi anni della bottega dei Marinoni ma piuttosto in un tempo tardo quando a lavorare erano Antonio con i figli Ambrogio e Francesco e con altri elementi della bottega tanto che la pala presenta a macchia di leopardo, l'esecuzione di mani differenti, lavoro che si ritiene possa esser stato eseguito intorno al 1537.
La pala raffigura i santi dipinti su tre livelli, in ordine gerarchico. Sotto la mandorla con il Cristo redentore, sul livello superiore, vi sono la Madonna con sei apostoli sul lato sinistro e corrispondente sul lato destro san Giuseppe con altri sei apostoli. Nel livello centrale vi sono i santi che hanno subito il martirio in nome di Cristo, tutti reggenti la palma. Il livello inferiore raffigura i padri della chiesa e altri santi confessori, che non hanno subito il martirio.
Non vi è conferma che il dipinto fosse originariamente posto come pala dell'altare maggiore essendo presente nella chiesa un altare dedicato a tutti i santi già precedente la realizzazione del dipinto.